# Махмутовића Ријека
Махмутовића Ријека је насељено мјесто у општини Бреза, Босна и Херцеговина.

## Становништво
|             | 2013.       | 1991.         | 1981.         | 1971.         |
| Укупно      | 15 (100,0%) | 151 (100,0%)  | 177 (100,0%)  | 207 (100,0%)  |
| Бошњаци     | 14 (93,33%) | 138 (91,39%)1 | 162 (91,53%)1 | 179 (86,47%)1 |
| Хрвати      | 1 (6,667%)  | –             | –             | –             |
| Срби        | –           | 12 (7,947%)   | 10 (5,650%)   | 24 (11,59%)   |
| Остали      | –           | 1 (0,662%)    | –             | 4 (1,932%)    |
| Југословени | –           | –             | 4 (2,260%)    | –             |
| Македонци   | –           | –             | 1 (0,565%)    | –             |

1. 1 На пописима од 1971. до 1991. Бошњаци су пописивани углавном као Муслимани.